# Наранџаста боја
Наранџаста боја настаје мешањем црвене и жуте боје. Таласна дужина боје у спектру је 620—585 нм. Иако се у многим језицима наранџаста боја веже за воће (наранџа), реч вероватно потиче из Индонезије (инд. оранг-утанг, шумњак) и веже се за орангутане.
У Европи и Америци, истраживања показују да је наранџаста боја која се највише повезује са забавом, неконвенционалношћу, екстровертношћу, топлином, ватром, енергијом, активношћу, опасношћу, укусом и аромом, годишњим добом јесени. Наранџаста је дуго била национална боја Холандије и династије Орање-Насау. Она такође служи као политичка боја идеологије хришћанске демократије и већине хришћанско-демократских политичких партија. У Азији је то важна симболична боја будизма и хиндуизма.

## Историја и уметност
У старом Египту и старој Индији, уметници су користили наранџасту боју на неким од својих предмета. У Египту је минерални пигмент назван реалгар коришћен за осликавање гробница, као и за друге сврхе. Наранџасти карнеоли су били значајно коришћени током цивилизације долине Инда, који су допремали људи из Куча, Гуџарат. Боју су касније користили и средњовековни уметници за бојење рукописа. Пигменти су се такође правили у древним временима од минерала познатог као орпимент. Орпимент је био важан предмет трговине у Римском царству и коришћен је као лек у Кини иако садржи арсен и веома је токсичан. Коришћен је и као отров за муве и за тровање стрела. Због своје жуто-наранџасте боје, био је омиљен и међу алхемичарима који су тражили начин да направе злато, како у Кини тако и на Западу.
Пре касног 15. века, наранџаста боја је постојала у Европи, али без имена; звала се једноставно жуто-црвена. Португалски трговци су из Азије донели прва стабла поморанџе у Европу крајем 15. и почетком 16. века, заједно са санскритском naranga, која је постепено постала део неколико европских језика: naranja на шпанском, laranja на португалском и orange на енглеском.
- Људи на древним египатским зидним сликама често су били приказани са наранџастом или жуто-наранџастом кожом, обојеном пигментом званим реалгар.
- Минерални орпимент је био извор жутих и наранџастих пигмената у старом Риму, иако је садржао арсен и био је веома токсичан.
- Икона, 12. век

### Династија Орање-Насау
Династија Орање-Насау била једна од најутицајнијих краљевских кућа у Европи у 16. и 17. веку. Настала је 1163. године у малој кнежевини Орање, феудалној држави од 108 sq mi (280 km2) северно од Авињона у јужној Француској. Кнежевина Орање није добила име по плоду, већ по римско-келтском насељу на месту које је основано 36. или 35. године пре нове ере и названо Arозјо, по келтском богу воде; међутим, могуће је да је име донекле измењено, и да је град повезан са бојом, јер се налазио на рути којом су се превозили терети наранџи из јужних лука као што је Марсеј у северну Француску.
Породица принца од Орања је на крају усвојила име и наранџасту боју током 1570-их. Боја је постала повезана са протестантизмом, због учешћа куће Орање на протестантској страни у француским религијским ратовима. Један члан куће, Вилијам I Орањски, организовао је холандски отпор против Шпаније, рат који је трајао осамдесет година, све док Холандија није стекла независност. Вероватно најистакнутији члан династије, Вилијам III Орањски, постао је краљ Енглеске 1689. године, након пада католичког Џејмса II у Славној револуцији.
Због Вилијама III, наранџаста је постала важна политичка боја у Британији и Европи. Вилијам је био протестант и као такав бранио је протестантску мањину Ирске од већинског римокатоличког становништва. Као резултат тога, протестанти Ирске су били познати као Наранџасти. Наранџаста је на крају постала једна од боја ирске заставе, симболизујући протестантско наслеђе. Његова побуњеничка застава постала је претеча модерне заставе Холандије.
Када су холандски досељеници који су живели у Кејп колонији (данас део Јужне Африке) мигрирали у јужноафричку територију у 19. веку, основали су оно што су звали Слободна Држава Орање. У Сједињеним Државама, застава града Њујорка има наранџасту траку, у знак сећања на холандске колонисте који су основали град. Вилијам од Орања се памти и као оснивач Колеџа Вилијам и Мери, а округ Насо у Њујорку носи име по кући Орање-Насау.
- Вилијам III Орањски, владар и Енглеске и Холандије
- Слободна Држава Орање у јужној Африци била је независна Бурска република крајем 19. века, затим британска колонија, а затим део Јужноафричке уније. Наранџаста боја потиче из реке Орање, назване по холандској кући Орање. Холандска застава је у кантону.
- Застава Јужне Африке (1928–1994) имала је наранџасту пругу, због утицаја династије Орање и периода када је постојала холандска колонија.
- Модерна застава Њујорка преузима своје боје од холандске заставе из 17. века и има наранџасту траку у част куће Орање-Насау.
- Прослава Краљичиног дана у Амстердаму. Краљевска породица Холандије припада династији Орање-Насау.

### 18. и 19. век
У 18. веку, наранџаста је понекад коришћена за приказивање хаљина Помоне, богиње плодног обиља; њено име је дошло од pomon, латинске речи за воће. Саме наранџе су постале све чешће у северној Европи, захваљујући изуму загрејаног стакленика у 17. веку, грађевинског типа који је постао познат као оранжерија. Француски уметник Жан-Оноре Фрагонар приказао је алегоријску фигуру „инспирације” обучену у наранџасто.
Године 1797, француски научник Луј Вокелин открио је минерал крокоит, или оловни хромат, који је 1809. године довео до проналаска синтетичког пигмента хромног наранџастог. Убрзо су уследили и други синтетички пигменти, кобалтно црвено, кобалтно жуто и кобалтно наранџасто, последњи направљен од кадмијум сулфида и кадмијум селенида. Ови нови пигменти, плус проналазак металне тубе за боју 1841. године, омогућили су уметницима да сликају на отвореном и да прикажу боје природног светла.
У Британији је наранџаста постала веома популарна код прерафаелита и код историјских сликара. Распуштена црвено-наранџаста коса Елизабет Сидал, плодног модела и супруге сликара Дантеа Габријела Росетија, постала је симбол прерафаелитског покрета. Лорд Лејтон, председник Краљевске академије, произвео је Ватрени јун, слику уснуле младе жене у јарко наранџастој хаљини, која је освојила широко признање. Алберт Џозеф Мур је насликао свечане сцене Римљана који су носили наранџасте огртаче светлије од свих које су Римљани икада носили. У Сједињеним Државама, Винслов Хомер је осветлио своју палету живописним наранџама.
У Француској, сликари су наранџасту узимали у потпуно другом правцу. Године 1872, Клод Моне је насликао Импресију, излазак сунца, са сићушним наранџастим Сунцем и мало наранџасте светлости која се рефлектује на облацима и води у центру магловитог плавог пејзажа. Ова слика је дала име импресионистичком покрету.
Наранџаста је постала важна боја за све импресионистичке сликаре. Они су проучавали недавне књиге о теорији боја, и знали су да је наранџаста поред азурно плаве учинила обе боје много светлијим. Огист Реноар је осликао чамце са пругама хромно наранџасте боје право из тубе. Пол Сезан није користио наранџасти пигмент, већ је произвео сопствене поморанџе са примесама жуте, црвене и окера на плавој позадини. Тулуз-Лотрек је често користио наранџасту на сукњама плесачица и хаљинама Парижанки у кафићима и клубовима које је портретисао. За њега је то била боја весеља и забаве.
Постимпресионисти су отишли још даље са наранџастом. Пол Гоген је користио наранџасту као позадину, за одећу и боју коже, да испуни своје слике светлошћу и егзотиком. Али ниједан други сликар није користио наранџасту тако често и драматично као Винсент ван Гог, који је једно време делио кућу са Гогеном у Арлу. За Ван Гога наранџаста и жута су биле чиста сунчева светлост Провансе. Он је сликао своје поморанџе са мешавином жуте, окер и црвене, и ставио их поред резова сијена црвене и зелене боје, а испод неба бурно плаве и љубичасте. Ставио је наранџасти месец и звезде на кобалтно плаво небо. Он је свом брату Теу писао о „трагању за супротностима плаве са наранџастом, црвене са зеленом, жуте са љубичастом, тражењу изломљених боја и неутралних боја како би ускладили бруталност екстрема, покушавајући да боје буду интензивније, а не хармонија сивила."
- Краљица Ен од Велике Британије у наранџастој хаљини (1736)
- Инспирација, Жан-Оноре Фрагонар (1789)
- Педро де Алкантара, краљевски принц (касније цар Педро I од Бразила и краљ Португалије као Педро IV; током раних 1800-их)
- Средина лета, Алберт Џозеф Мур (1848–1893)
- Распуштена црвено-наранџаста коса Елизабет Сидал, модела и супруге сликара Дантеа Габријела Росетија, постала је симбол прерафаелитског покрета (1860).
- Импресија, свитање од Клода Монеа (1872) представљао је сићушно, али живописно хромно наранџасто Сунце. Ова слика је дала име импресионистичком покрету.
- Цар Педро II од Бразила носи широку крагну од наранџастог перја тукана око рамена и елементе царских регалија. Детаљ са слике Педра Америка (1872)
- Нови роман, Винслоуа Хомера (1877)
- Веслачи у Шатуу на слици Пјера Огиста Реноара (1879). Реноар је знао да наранџаста и плава осветљавају једна другу када се ставе једна поред друге.
- Аутопортрет Пола Гогена (1888)
- Врба при заласку сунца, Ван Гог, Арл (1888)
- Звездана ноћ Винсента ван Гога, садржи наранџасте звезде, наранџасту Венеру и наранџасти Месец (1889)
- Меулес, из серије Стогови сена Клода Монеа 1890–1891
- Анри де Тулуз-Лотрек је изузетно волео наранџасту, боју забаве Џејн Аврил (1893–1896).
- Ватрени јун, slika Лордa Лејтонa (1895)
- Ваjрумати, слика Пола Гогена (1897)